# Szvéb királyság

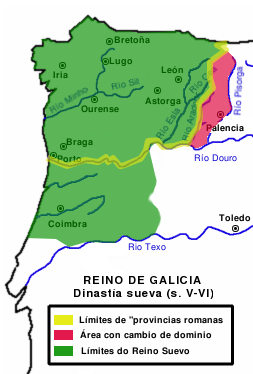
Szvéb Királyság

A Szvéb Királyság i. sz. 410-ben alakult meg a Pireneusi-félsziget északnyugati csücskében, a római birodalom első elszakadó területén. Alapítja a hunok által felbolygatott germán népek egyike, a szvéb, nyelve azonban rövidesen latinizálódott, csak enyhe germán hatásként maradt fenn a portugál és a galiciai nyelvben. A királyság 170 évig állt fenn, miközben sikerrel vette fel a harcot a terjeszkedni vágyó szomszédokkal, úgymint a nyugati gótok (Vizigót Királyság), vandálok (Asdingi Vandál Királyság), alánok (Alán Királyság, egy ideig Alán-Gót Királyság).
A Szvéb Királyságot a történetírás elhanyagolja, periferiális és jelentéktelen politikai tényezőként tüntetve fel. Ennek azonban önmagában az a tény is ellentmond, hogy majdnem két évszázadon át képes volt ellenállni a népvándorlás viharainak. 583 és 585 között végül a nyugati gótok támadásai vetettek véget a szvéb történelemnek.

## Története
A szvéb törzsek nem hódítóként, hanem telepesként jelentek meg Lusitania északi részén, itt is csak néhány kerületben, mint Bracara Augusta, Portus Cale, Asturica Augusta és Lucus Augusta. I. Hermenerik (másképp Ermanarich) fogta össze a törzseket és alapította meg a szvéb államot, békét teremtve az őslakosok és a bevándoroltak között. 416-ban a vandálok és alánok érkezése még területgyarapításra is lehetőséget adott.
A vandálok nem sokkal később tovább vándoroltak, és Észak-Afrikában telepedtek le.
438-ban Hermenerik fia, Rechila javára lemondott a trónról. Már e legkorábbi időkben is trónviszályokról tudunk, 427-ben Heremigar jelentkezett trónigénylőként. Requila nagyarányú hódításokba kezdett, 446-ban legyőzte a rómaiakat is.

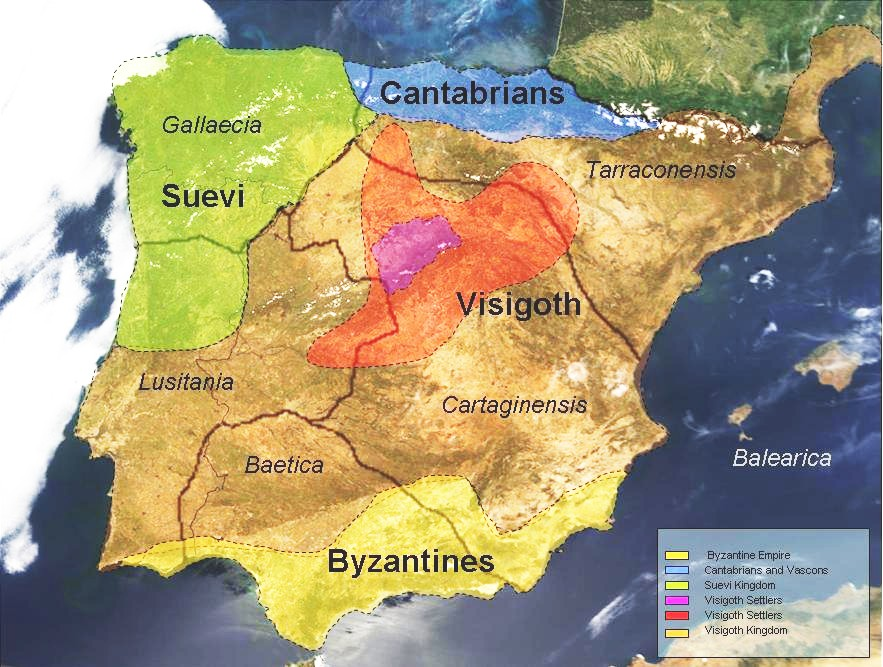
A 6. század közepe

Rechila fia Rechiar 453-ban békét kötött Rómával, és átadta nekik Cartaginense városát, majd három évvel később haddal vonult annak visszafoglalására. A város miatt a háborúba a vizigótok is beszálltak a szvébek ellen, amelynek eredménye az astorgai csatában (456) elszenvedett szvéb vereség és az uralkodó halála lett.
Ezután a nyugati gótok által körülvett szvéb állam lassú katonai és politikai hanyatlásnak indult, de még nagyon sokáig tartott, amíg a gótok végleg legyőzték. Ehhez nagyban hozzájárult, hogy a gótok által trónra ültetett Aioulf (másképp Agilulf) ellen polgárháború tört ki. Az 5-6. század fordulója körüli briton betelepülés tovább rontotta a helyzetet, mivel a britonok hamarosan külön egyházmegyét alkottak, és politikailag is önálló utakat jártak. Leovigild nyugati gót király 570 és 583 között három hadjáratban semmisítette meg a belső problémákkal is küzdő szvéb államot.